# Sanfolket
San eller Basarwa är en khoisantalande folkgrupp i sydvästra Afrika – Kalahariöknen i Botswana och Namibia – och i gränsområdena mellan Angola, Zambia och Zimbabwe samt i Sydafrika. Sanfolket tillhör de äldsta kulturerna på jorden och tros härstamma från de första invånarna i det som nu är Botswana och Sydafrika.
Sanfolket har tidigare kallats "bushmän", vilket i dag uppfattas som nedsättande.

## Demografi
Sanfolket har i århundraden varit marginaliserade och förlorat stora delar av sitt traditionella land, vilket hotar deras kultur och försörjning. De lever i ogästvänliga områden som jägare och samlare, men arbetar även som herdar, lantbrukare, boskapsskötare samt i hushåll och turism.
Vid den nederländska kolonisationen i mitten av 1600-talet var sanfolket utbrett över hela Afrika söder om floden Zambezi och antalet uppgick till uppskattningsvis 200 000. Koloniseringen drabbade sanfolken hårt, ett regelrätt utrotningskrig ledde till en drastisk tillbakagång i deras utbredning och antal.
År 2023 uppgick folkgruppen omkring till 100 000 personer, varav de flesta bor i Botswana (ca 55 000) och Namibia (ca 35 000).  